# Roger Bertrand
Pour les articles homonymes, voir Bertrand.
Roger Bertrand, né le 26 juillet 1947 à Donnacona, est un homme politique québécois. Il a été ministre sous différents gouvernements du Parti québécois.

## Biographie

### Études
Il est détenteur d'un baccalauréat ès arts (1968), un baccalauréat en sciences sociales avec spécialité en économique (1971) et une maîtrise en économétrie (1973) de l'Université Laval. Il fit un stage en macroéconomie appliquée à l'Université de Paris X, en France en 1977.

### Administrateur
De 1971 à 1993, il exerce diverses fonctions à l'Université Laval (1971-1973), au Bureau de la statistique du Québec (1973-1978), à Loto-Québec (1978), à la Société d'exploitation des loteries et courses du Québec (1979-1984), au Conseil du trésor (1980-1984), à la Commission d'enquête sur la santé et les services sociaux (Commission Rochon) (1985-1987), au Conseil de la santé et des services sociaux de la région de Québec (1988-1993).

### Politique
Il est élu député du Parti québécois dans la circonscription de Portneuf à l'élection partielle du 5 juillet 1993, puis réélu aux élections générales de 1994 et de 1998. Il est nommé Président de l'Assemblée nationale du Québec et exerce cette fonction du 29 novembre 1994 au 29 janvier 1996. Il est ensuite nommé ministre délégué au Revenu (gouvernement Lucien Bouchard), poste qu'il occupera du 29 janvier 1996 au 25 août 1997, puis ministre délégué à l'Industrie et au Commerce du 25 août 1997 au 23 septembre 1998 et ministre responsable des Services gouvernementaux du 23 septembre au 15 décembre 1998. Hors du cabinet ministériel, il est élu Président de la Commission des institutions du 4 mars 1999 au 30 janvier 2002, avant de revenir au cabinet comme ministre délégué à la Santé, aux Services sociaux, à la Protection de la jeunesse et à la Prévention du 30 janvier 2002 au 29 avril 2003.
Il est défait à l'élection générale québécoise de 2003 par le libéral Jean-Pierre Soucy.
Impliqué depuis dans plusieurs organismes à caractère social et économique : cofondateur en 2004 et président du Groupe Entreprises en santé , très impliqué dans l’élaboration deux importants référentiels dans le domaine, les normes Entreprise en santé (CAN/BNQ 9700-800) et Santé et sécurité psychologiques en milieu de travail (CAN/CSA-Z1003-13/BNQ 9700-803) ; Secrétaire du Conseil du Sport de Montréal ; membre du conseil d’administration de l’Alliance pour la promotion de la santé, dont la mission est de renforcer les efforts mondiaux visant à améliorer la santé.
Fait Grand-croix de l’Ordre de la Pléïade le 10 juillet 1995. Récipiendaire de la médaille d’honneur de l’Assemblée nationale le 13 mai 2014.

## Distinction
- Médaille d'honneur de l'Assemblée nationale, 2014[1]